# Starquake
Starquake (Cutremur stelar) este un roman științifico-fantastic din 1985 de Robert L. Forward. Este o continuare a romanului Dragon's Egg din 1980.  Prezintă cronici din istoria civilizației cheela, creaturi inteligente de dimensiunea unei semințe de susan care trăiesc, gândesc și se dezvoltă pe o stea denumită Dragon's Egg și se luptă să supraviețuiască după ce un cutremur stelar le-a distrus aproape în întregime civilizația.
Ambele romane au fost adunate într-o ediție omnibus denumită Dragon's Egg & Starquake (1994).
Romanul este listat de fizicianul Sean M. Carroll ca fiind romanul său științifico-fantastic favorit.
Povestea din roman continuă exact din locul în care s-a terminat cea din Dragon's Egg.